# Niemcy w Paragwaju
Niemcy w Paragwaju – mniejszość narodowa zamieszkująca w Paragwaju. Początki niemieckiego osadnictwa w Paragwaju sięgają 1870 roku. Według danych ambasady niemieckiej, w Paragwaju zamieszkuje około 26 tysięcy Niemców. Inne dane mówią o 300 tysiącach osób niemieckiego pochodzenia, w tym 29 tysiącach niemieckich mennonitów.

## Historia
Pierwsi Niemcy pojawiali się na terenie obecnego Paragwaju już w czasach kolonialnych. Był to między innymi Ulrich Schmidl, niemiecki kronikarz pełniący służbę u hiszpańskiego konkwistadora Pedro de Mendozy.
Jednakże napływ Niemców w celach osadniczych zaczyna się w roku 1870, kiedy to w mieście Yaguarón osiedliło się 150 Niemców.
24 sierpnia 1881  nad jeziorem Ypacarai, 50 km od Asunción, niemieccy i szwajcarscy imigranci założyli osadę San Bernardino.
Kolonia niemiecka Nueva Germania powstała 23 sierpnia 1887 roku pod przewodnictwem Bernharda Förstera. Osada miała być modelową społecznością Nowego Świata i demonstracją wyższości niemieckiej kultury i społeczeństwa. Żona Förstera była siostrą Friedricha Nietzschego.
Również za sprawą niemieckich osadników powstała w 1900 roku, niedaleko miasta Encarnación, osada Hohenau. Obecnie Hohenau rozrosło się do miasta liczącego ponad 16 tysięcy mieszkańców w 2021 roku.
W 1919 roku powstała osada Independencia, założona przez Niemców osiedlających się tu po I wojnie światowej. Napływ imigrantów do osady miał również miejsce po II wojnie światowej.

## Mennonici
Gdy w 1870 roku w Rosji wprowadzono powszechny pobór wojskowy, zamieszkujący tam mennonici, którzy pod względem etnicznym byli Niemcami i posługiwali się dialektem języka niemieckiego, zaczęli szukać nowego miejsca do życia. Początkowo opuszczali Rosję, by udać się do Kanady lub Stanów Zjednoczonych. W 1927 pierwsi mennonici zjawili się w Paragwaju, osiedlali się oni w słabo zaludnionym regionie Chaco. Pierwszą mennonicką osadą było Menno założone w 1927 roku, potem powstały kolejne – w 1930 roku Fernheim, a w roku 1937 Friesland – pierwsza na wschodnim brzegu rzeki Paragwaj. Za sprawą tego osadnictwa powstała między innymi Filadelfia, stolica departamentu Boquerón. Założona przez mennonitów z Kolonii Menno spółdzielnia Chortitzer jest jednym z największych producentów wołowiny i mleka w Paragwaju.

## Od 1945 do dziś

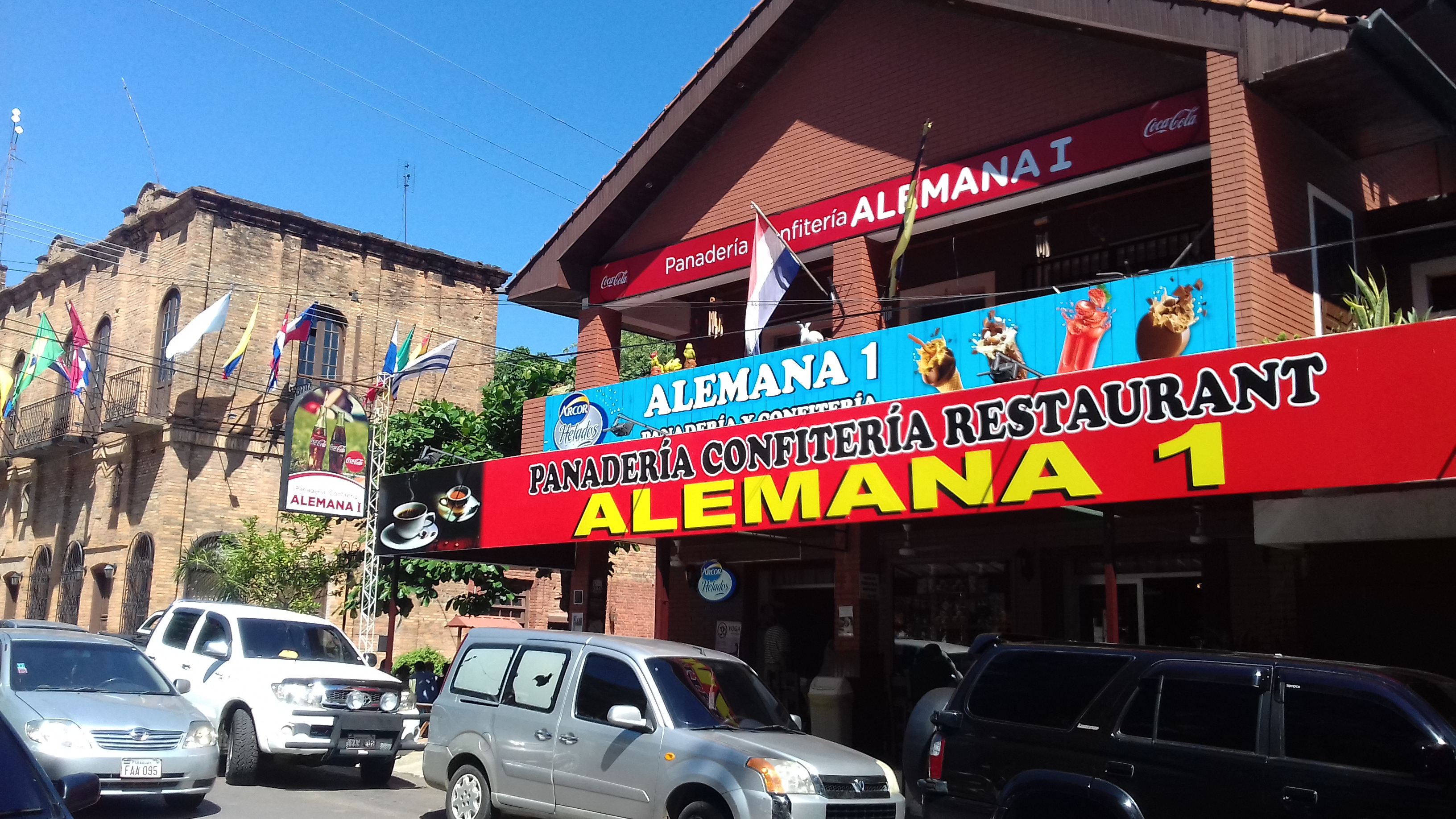
Niemiecka restauracja w San Bernardino

Po drugiej wojnie światowej części nazistów udało się uciec z Niemiec. Z pomocą Watykanu wielu z nich osiedliło się w Ameryce Łacińskiej, głównie w Argentynie. Część z nazistów trafiła do Paragwaju. Jednym z nazistów, który przebywał przez pewien czas w Paragwaju był Josef Mengele. Niemieckie pochodzenie posiadał Alfredo Stroessner – dyktator i prezydent Paragwaju w latach 1954–1989, był on synem imigranta z Bawarii.
Do dziś w centralnym Chaco mniejszość Niemiecka stanowi ok. 32% ludności, stanowiąc drugą, po rdzennej ludności Paragwaju, a przed paragwajskimi Latynosami, grupę ludności. W 2005 roku pojawił się pomysł stworzenia nowej niemieckiej osady w Paragwaju. Miało ją zamieszkiwać 600 rodzin, głównie niemieckich repatriantów i ich potomków z dawnego Związku Radzieckiego. Motywacją do stworzenia nowej osady była rosnąca ingerencja ze strony niemieckiego rządu w kwestie wychowania dzieci i liberalne nauczanie w niemieckich szkołach. W 2011 roku prokuratura wszczęła śledztwo w sprawie braci Neufeld, pomysłodawców stworzenia kolonii, w związku z podejrzeniem oszustwa na kwotę 60 milionów euro.